# Fusolatirus suduirauti
Fusolatirus suduirauti là một loài ốc biển, là động vật thân mềm chân bụng sống ở biển trong họ Fasciolariidae.

## Miêu tả
Loài này có kích thước giữa 25 mm and 50 mm

## Phân bố
Chúng phân bố ở biển dọc theo Philippines.

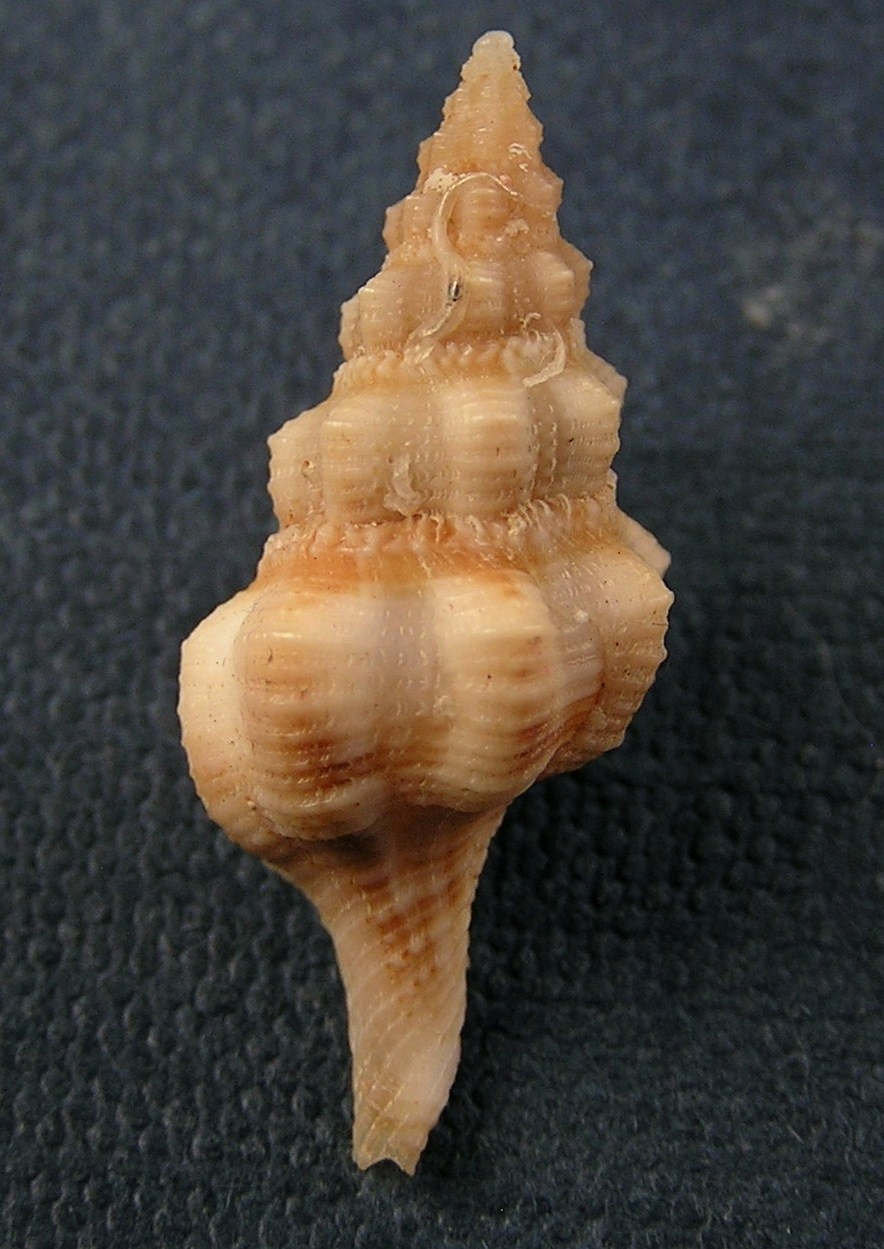
Abapertural view of the vỏ ốc Fusolatirus suduirauti